# 대런 베이즐리
대런 숀 베이즐리(영어: Darren Shaun Bazeley, 1972년 10월 5일 ~ )는 잉글랜드의 전직 축구 선수이자 현 축구 지도자로 선수 시절 오른쪽 풀백 겸 오른쪽 측면 미드필더로 뛰었으며 현재 뉴질랜드 축구 국가대표팀과 뉴질랜드 U-23 국가대표팀의 사령탑을 겸하여 맡고 있다.

## 어린 시절
1972년 10월 5일 잉글랜드 노샘프턴에서 태어나 노샘프턴 오리온에서 축구를 시작한 후 11살 때부터 2년간 잉글랜드 축구 협회에서 운영하는 코칭 제도인 스쿨 오브 엑설런스의 주간 훈련 세션에 참가했다.

## 선수 시절
1989년 왓퍼드 FC 입단 후 1989-90 시즌의 마지막 경기에서 교체 투입을 통해 1군 무대에 정식 데뷔한 뒤 2008년 은퇴할 때까지 울버햄프턴 원더러스, 월솔 FC, 뉴질랜드 나이츠, 와이타케레 유나이티드에서 19년동안 활동했고 특히 1989-90 시즌 마지막 경기 교체 출전 이후 10년간 왓퍼드의 주전 수비수로 꾸준히 활약하며 1997-98 시즌 풋볼 리그 2부 우승, 창단 첫 EPL 승격 등에 기여했다.
그리고 풋볼 리그 1부의 울버햄프턴 원더러스 소속으로 1999년부터 2002년까지 활약하며 2001-02 시즌 풋볼 리그 1부 승격 플레이오프 진출에 기여했으나 2002-03 시즌을 앞두고 무릎과 연골 부상에 시달리면서 시즌 아웃되었고 그 후 2002년부터 2004년까지 월솔 FC에서 활약했으나 팀이 2003-04 시즌 EFL 챔피언십에서 22위로 차기 시즌 EFL 리그 원으로 강등되면서 월솔과 결별 수순을 밟았다.
이후 2005-06 시즌부터 2006-07 시즌까지 뉴질랜드 나이츠에서 활동하다가 2007-08 시즌에는 와이타케레 유나이티드 소속으로 활약하며 팀의 뉴질랜드 풋볼 챔피언십 우승, 2007-08년 OFC 챔피언스리그 우승 등을 경험했으며 2007-08 시즌을 끝으로 19년간의 현역 생활을 마무리했다.

## 지도자 경력

### 와이타케레 유나이티드
선수 은퇴 후 2008년 현역 시절 마지막 친정팀인 와이타케레 유나이티드의 감독으로 본격적인 지도자 커리어를 시작하자마자 팀을 2008-09 시즌 뉴질랜드 풋볼 챔피언십 준우승으로 이끌며 성공적인 지도자 데뷔 무대를 마쳤다.

### 뉴질랜드 청소년 대표팀 1기
와이타케레의 2008-09 시즌 리그 준우승을 이끈 뒤 2008년부터 2012년까지 뉴질랜드 U-17 대표팀의 수석 코치를 맡아 OFC U-17 챔피언십 2회 연속 우승(2009, 2011), FIFA U-17 월드컵 2회 연속 16강 진출(2009, 2011) 등을 이끌었고 2012년부터 2013년까지 U-17 대표팀의 사령탑을 맡아 OFC U-17 챔피언십 3회 연속 제패 및 통산 6번째 U-17 월드컵 본선행을 이끌었다.
그 후 2013년부터 2017년까지 뉴질랜드 U-20 대표팀 사령탑을 맡으며 2016년 OFC U-19 챔피언십 우승, FIFA U-20 월드컵 2회 연속 16강 진출(2015, 2017) 등을 이끄는 등 9년간 뉴질랜드 청소년 대표팀을 성공적으로 지휘했다.

### 콜로라도 래피즈
9년간 뉴질랜드 청소년 대표팀의 수석 코치와 감독을 역임한 후 2018년 미국 메이저 리그 사커의 콜로라도 래피즈의 수석 코치를 맡아 2020년까지 3시즌동안 역임하며 2020년 MLS컵 16강 플레이오프 진출을 이끌었다.

### 뉴질랜드 청소년 대표팀 2기
콜로라도 래피즈와 뉴캐슬 유나이티드 제츠의 수석 코치를 거쳐 2020년부터 2022년까지 뉴질랜드 U-20 대표팀의 감독과 수석 코치를 역임하며 2022년 OFC U-19 챔피언십 우승과 4회 연속 U-20 월드컵 16강 진출을 이끌었다.

### 뉴질랜드 A대표팀
2015년부터 2017년까지 뉴질랜드 A대표팀의 수석 코치를 맡아 2016년 OFC 네이션스컵 우승, 2018년 FIFA 월드컵 예선 대륙간 플레이오프 진출 등을 이끌었고 이후 2023년 뉴질랜드 A대표팀의 사령탑으로 전격 부임했다.

## 수상

### 클럽 (선수)
왓퍼드 FC
- 풋볼 리그 2부 : 우승 (1997-98)

 와이타케레 유나이티드
- 뉴질랜드 풋볼 챔피언십 : 우승 (2007-08)
- OFC 챔피언스리그 : 우승 (2007-08)

### 클럽 (지도자)
와이타케레 유나이티드
- 뉴질랜드 풋볼 챔피언십 : 준우승 (2008-09)

### 국가대표팀 (지도자)
뉴질랜드 U-17 (감독 & 수석 코치)
- OFC U-16 챔피언십 : 우승 (2009, 2011, 2013)

 뉴질랜드 U-20
- OFC U-19 챔피언십 : 우승 (2016, 2022)

 뉴질랜드 (수석 코치)
- OFC 네이션스컵 : 우승 (2016)